# Panni
Panni es una localidad y comune italiana de la provincia de Foggia, región de Apulia, con 870 habitantes.

## Evolución demográfica
| Gráfica de evolución demográfica de Panni entre 1861 y 2001 |
|                                                             |
| Fuente ISTAT - elaboración gráfica de Wikipedia             |